# Ш
La Ш, minuscolo ш, chiamata ša, è una lettera dell'alfabeto cirillico. Rappresenta la fricativa retroflessa sorda IPA /ʂ/ o la consonante fricativa postalveolare sorda /ʃ/. Si pronuncia come il digramma italiano «sc» nella parola «scena».
In molte lingue slave che adottano l'alfabeto latino (ceco, croato, sloveno e slovacco) questo suono viene reso con la lettera š, ed i linguisti hanno adottato questo simbolo per traslitterare Ш nell'alfabeto latino.
La Ш stampata appare come somigliante ad una W, o più esattamente ad una E appoggiata sul lato sinistro. Viene utilizzata in tutte le versioni nazionali dell'alfabeto cirillico, sia per le lingue slave che per quelle non slave.
Il suono /ʃ/ rappresenta una consonante fricativa postalveolare sorda. Le fricative postalveolari sono la ragione maggiore per cui sono stati inventati l'alfabeto glagolitico e l'alfabeto cirillico, poiché le lingue slave non potevano essere scritte con l'alfabeto latino o greco senza usare dei diacritici. Le lingue slave sono ricche di fricative postalveolari, e la Ш è una delle lettere più tipiche dell'alfabeto cirillico.
La Ш trova le sue origini nella lettera ebraica šin (ש) ed è strettamente collegata all'equivalente greca sigma (Σ, ς). La Ш già aveva la sua forma nell'alfabeto glagolitico. La maggior parte delle lettere cirilliche deriva dal greco, ma non esisteva nessun segno greco per il suono della Ш, così il simbolo glagolitico fu adottato senza modificarlo.
| Lettera cirillica | Pronuncia IPA | Trascrizione scientifica | Trascrizione italiana | Trascrizione inglese | Trascrizione tedesca | Trascrizione francese |
| ----------------- | ------------- | ------------------------ | --------------------- | -------------------- | -------------------- | --------------------- |
| Ш                 | /ʃ/           | š                        | sci                   | sh                   | sch                  | ch                    |